# Raichelův palác
Raichelův palác (srbsky Рајхлова палата/Rajhlova palata, maďarsky Raichl-palota) je secesní palác, který se nachází v srbském městě Subotica (ul. Đure Đakovića). Vybudován byl v letech 1903/1904 a název má podle svého architekta, Ference Raichleho.
Raichle nechal dům zbudovat jako své velkolepé sídlo. Sloužilo mu však jen pouhých několik let, neboť po čtyřech letech od dokončení nedokázal Raichle platit své dluhy, velmi rychle zbankrotoval a soud mu zabavil veškerý jeho majetek. V soukromém vlastnictví byl dům až do roku 1949, kdy do něho bylo přemístěno Subotické muzeum. Od roku 1968, resp. 1970 slouží jako galerie výtvarného umění. 
V současné době patří budova mezi ukázky maďarské secese z přelomu 19./20. století a je památkově chráněna. V roce 2004 byla fasáda budovy rekonstruována.